# Medvedeve, Ciornomorske
Medvedeve (în ucraineană Медведеве) este o comună în raionul Ciornomorske, Republica Autonomă Crimeea, Ucraina, formată numai din satul de reședință.

## Demografie
Componența lingvistică a comunei Medvedeve
     Rusă (71,1%)
     Tătară crimeeană (15,03%)
     Ucraineană (11,93%)
     Alte limbi (0,44%)
Conform recensământului din 2001, majoritatea populației comunei Medvedeve era vorbitoare de rusă (71,1%), existând în minoritate și vorbitori de tătară crimeeană (15,03%) și ucraineană (11,93%).